# Сен-Прёй
Сен-Прёй (фр. Saint-Preuil) — коммуна во Франции, находится в регионе Пуату — Шаранта. Департамент — Шаранта. Входит в состав кантона Сегонзак. Округ коммуны — Коньяк.
Код INSEE коммуны — 16343.
Коммуна расположена приблизительно в 410 км к юго-западу от Парижа, в 120 км южнее Пуатье, в 27 км к западу от Ангулема.

## Население
Население коммуны на 2008 год составляло 307 человек.
| 1962 | 1968 | 1975 | 1982 | 1990 | 1999 | 2008 |
| ---- | ---- | ---- | ---- | ---- | ---- | ---- |
| 410  | 408  | 368  | 317  | 288  | 289  | 307  |

## Администрация
| Период | Период | Фамилия     | Партия | Примечания  |
| ------ | ------ | ----------- | ------ | ----------- |
|        | 1961   | Альбер Бужю |        | виноградарь |
| 1961   | 1971   | Ги Монтасье |        | кузнец      |
| 1971   | 1995   | Поль Куртен |        | виноградарь |
| 1995   | 2008   | Филипп Бужю |        | виноградарь |
| 2008   | 2014   | Югет Деборд |        | учитель     |

## Экономика
В 2007 году среди 199 человек в трудоспособном возрасте (15—64 лет) 155 были экономически активными, 44 — неактивными (показатель активности — 77,9 %, в 1999 году было 74,9 %). Из 155 активных работали 148 человек (85 мужчин и 63 женщины), безработных было 7 (3 мужчины и 4 женщины). Среди 44 неактивных 14 человек были учениками или студентами, 15 — пенсионерами, 15 были неактивными по другим причинам.

## Фотогалерея

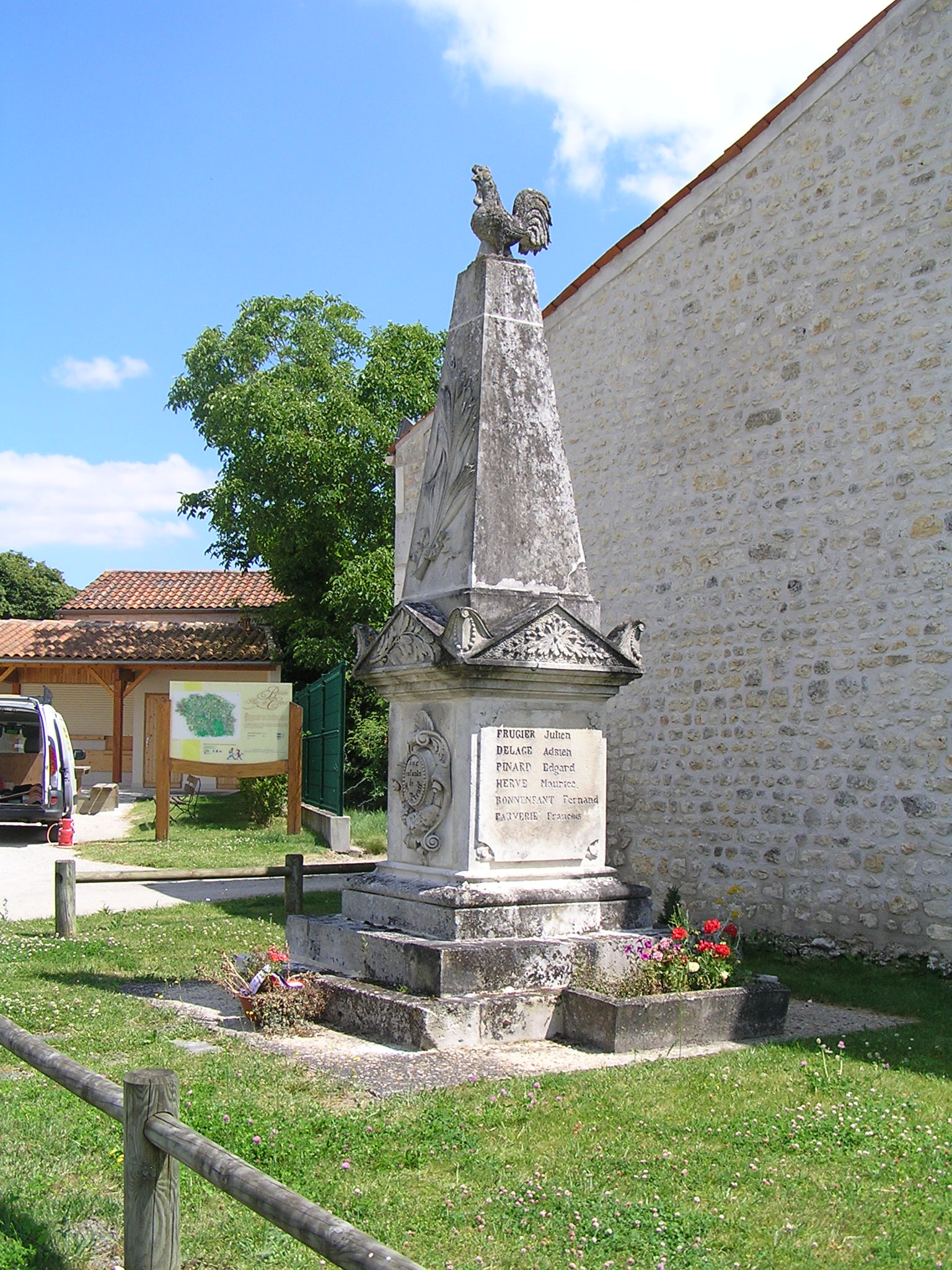
Военный мемориал
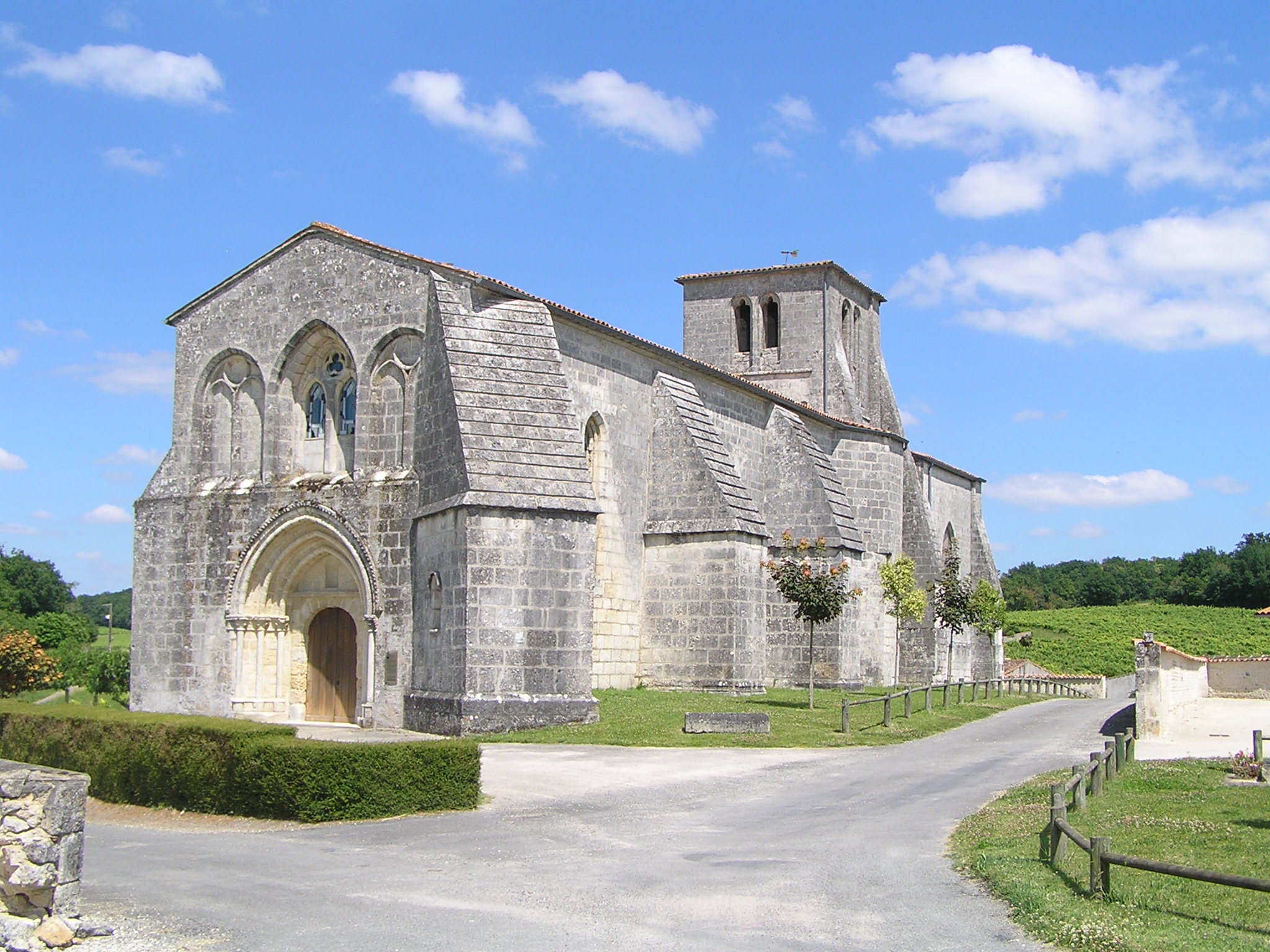
Церковь Сен-Проже
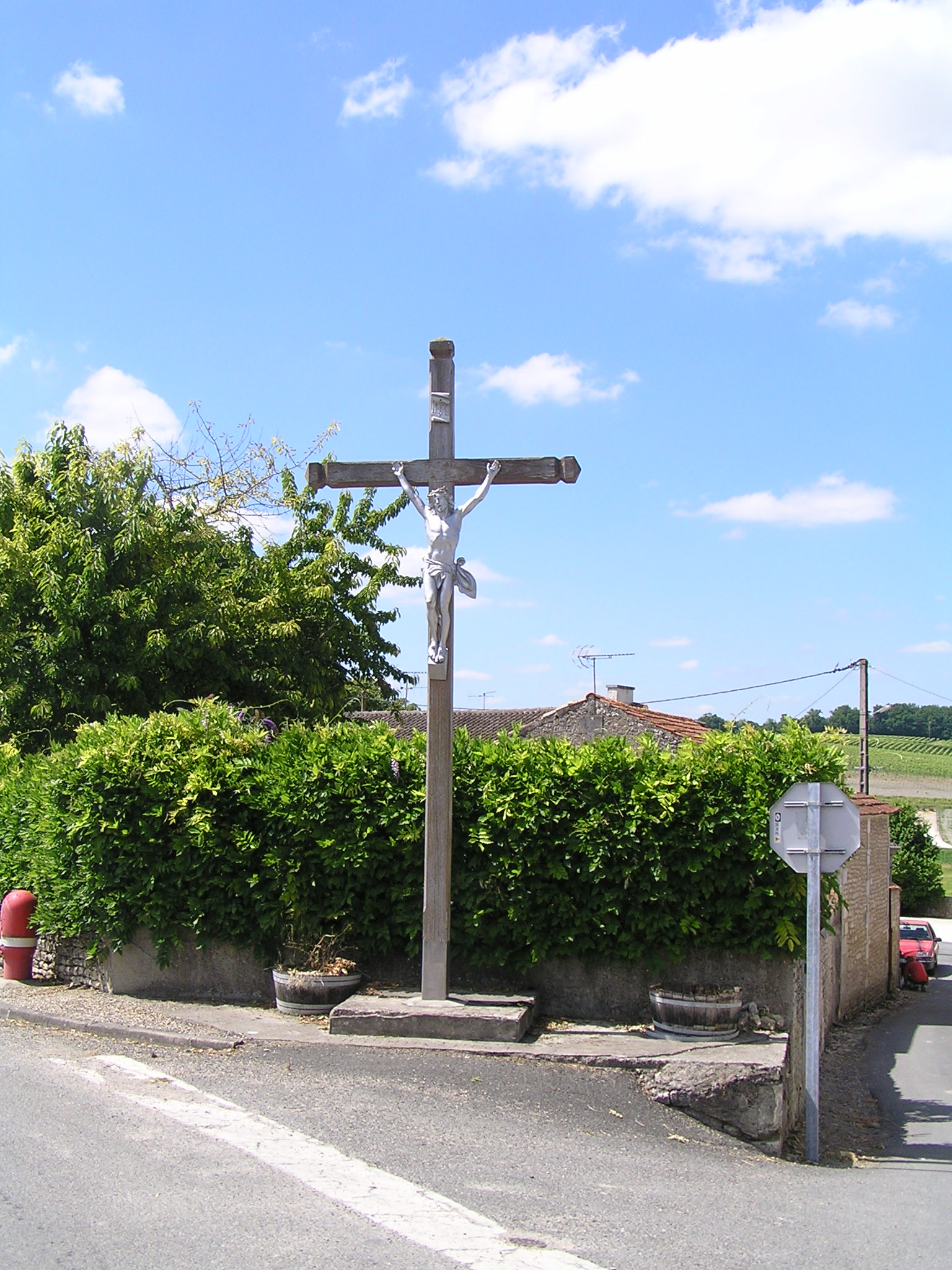
Придорожное распятие